# Catherine Blaiklock
Catherine Blaiklock (nascida em abril de 1963) é a ex-líder do Partido Brexit, um partido político britânico que ela fundou em janeiro de 2019 para apoiar o Brexit. Ela foi forçada a renunciar em março de 2019, quando foi revelado que ela havia feito declarações anti-islâmicas e racistas online. Blaiklock foi uma ex-porta-voz de economia do Partido da Independência do Reino Unido (UKIP), que ela deixou no final de 2018. Antes de entrar na política em 2016, ela trabalhou como financeira e comerciante. Ela também fundou uma instituição de caridade nepalesa com o seu ex-marido, um sherpa do Everest. O seu pai é o explorador polar, Ken Blaiklock.